# Gave du Marcadau
Il Gave du Marcadau è un fiume pirenaico a regime nevoso, che scorre nel dipartimento degli Alti Pirenei.

## Descrizione
Il Gave du Marcadau deve il suo nome al Port du Marcadau, il passo di montagna nel quale si trova il letto del fiume.  Nasce nel circo del Marcadau e nel tratto iniziale prende il nome di Ruisseau du port du Marcadau: in questa zona è alimentato dal gave de Cambales e dal ruscello Bassia che contiene le acque del lago di Bassia e del lago Nère, mentre nella valle del Marcadau, dove viene chiamato con il nome comune, riceve le acque del gave d'Arratille. Arrivato al Pont d'Espagne si unisce al gave de Gaube, formando il gave de Jéret: durante il suo tragitto riceve anche le acque di alcuni ruscelli proveniente dalla valle del Pouey Trénous.